# ベートーベン2
『ベートーベン2』（原題：Beethoven's 2nd）は、アメリカ合衆国の映画。
ニュートン家の犬ベートーベンが起こす騒動を描いたコメディ映画シリーズ第2弾。今作ではベートーベンに子供ができる。

## あらすじ
ジョージ・ニュートンは事業の拡大のため、銀行に融資の相談に行くが、融資の条件として自宅を担保にするように言われ動揺する。同じ頃、ニュートン家のペット・ベートーベンは街中を散歩中にメスのセントバーナード・ミッシーに一目惚れする。しかし、彼女の飼い主ブリオは妻レジーナと離婚協議中で、彼女に慰謝料の抵当としてミッシーを奪われてしまう。レジーナは恋人フロイドのいるマンションのベランダにミッシーを放置するが、彼女を尾行してきたベートーベンに助け出され、二匹は結ばれて四匹の子犬を生む。
ニュートン家のテッドとエミリーはベートーベンの挙動がおかしいことに気付き、ベートーベンを尾行する。レジーナのマンションの地下に辿り着いた二人は、そこでミッシーと子犬たちを発見する。しかし、そこに管理人とレジーナが現れ、ミッシーを連れ出してしまう。レジーナが「子犬は邪魔だから殺して」と管理人に言う姿を見たテッドとエミリーは、子犬を助けるために自宅に連れ帰る。一方、管理人から「純血種のセントバーナードは高値で売れる」と聞かされたレジーナは慌てて地下に戻るが、既に子犬は二人に連れ出された後だった。ライスとエミリーは姉ライスに相談し、三人で子犬を育てることに決め、学校を休みながら交代で子犬を育て始める。その頃、ジョージは妻アリスから仕事に力を入れ過ぎていることを指摘され、「家族を連れてバカンスに行こう」と提案される。夕食の時、ジョージは商品の材料を製造している会社のセルビアックから無料で山の別荘を貸してもらえることを話し、家族全員でバカンスに行くことを伝えるが、地下室から子犬の鳴き声がするのを聞き、子供たちが子犬を隠していることを知ってしまう。ジョージは「迷惑だから」と子犬を追い出すように言うが、ライスに泣きつかれて渋々買うことを認める。
ニュートン家はベートーベンと子犬たちを連れて山にバカンスに出かける。一家は山の祭りに出かけ、ジョージはバカンスを満喫するが、祭りにはミッシーを連れたレジーナとフロイドもいた。ブリオから慰謝料を払うと連絡をもらったレジーナは、さらに金を得ようと子犬たちを探していた。そこに子犬たちを連れたテッドとエミリーが鉢合わせとなり、レジーナは二人から子犬を奪い取ってしまう。しかし、車に放置していたミッシーがベートーベンと共に逃げ出してしまう、レジーナとフロイドは子犬を使い二匹を探し山奥に向かう。テッドとエミリーから事情を聞いたジョージは激怒し、二人を追って山奥に向かう。レジーナとフロイドは山奥の崖で二匹を発見して捕まえようとするが、そこにニュートン家が追い付き、子犬を取り返そうとする。レジーナとフロイドは子犬を盾に抵抗するが、ベートーベンに襲われ崖下の沼に転落する。二人を助けようとするジョージに対し、レジーナは「子犬なんかもうどうでもいい」と叫び申し出を拒否し、二人はそのまま側の川に流されていく。
子犬を取り戻した数か月後、ニュートン家の元をミッシーを連れたブリオが訪れ、「裁判で勝訴したので、慰謝料を取られずに済んだ」と報告する。ミッシーに子犬たちを見せるため、ジョージが子犬たちを呼ぶと、大型犬に成長した四匹が2階から駆け下りてくる。

## 登場人物
ジョージ・ニュートン
演：チャールズ・グローディン
前作に続いて、芳香剤「エアフレッシュナー」を販売している会社の社長。序盤で朝食の時に会社の拡張で銀行に融資に行くが「担保付の条件」を言い渡される。家族で山へ旅行に出かけ、祭りでテッドの計らいでベートーベンと一緒にハンバーガー大食い大会に参加し、発奮して優勝する。
アリス・ニュートン
演：ボニー・ハント
ジョージの妻。仕事疲れのジョージに休暇を取るように勧めた。
学校から電話が掛かってきた時、ライスから子犬たちのことを聞かされた際には、「パパには内緒にしてあげるわ」と弁護した。
ライス・ニュートン
演：ニコール・トム
ニュートン家の長女。交際相手のティラーが居る。
テッド・ニュートン
演：クリストファー・キャスティール
ニュートン家の長男でライスの弟。
エミリー・ニュートン
演：サラ・ローズ・カー
ニュートン家の末女でテッド達の妹。
セス
演：ダニー・マスターソン
山のボート小屋でライスと知り合った少年。終盤でニュートン宅を訪れライスをデートに誘う。
テイラー・ダヴェロー
演：アシュレイ・ハミルトン
ライスのボーイフレンド。山の別荘前でパーティをしているとベートーヴェンを散歩していたライスに出会い、彼女を誘って部屋に閉じ込め強姦しようとするが、支柱に繋がれていたベートーヴェンが支柱を力ずくで壊して別荘を傾けられ、前方の湖に投げ出される。
ブリオ
演：ケヴィン・ダン
ミッシーの飼い主。ミッシーのことを何よりも大切にしており、彼女を足り戻すため、慰謝料の支払いを承諾し、銀行から5万ドルの借金をする。
レジーナ
演：デビ・メイザー
ブリオの先妻、意地悪で動物嫌い且つせっかち。ブリオに離婚の慰謝料5万ドルを要求する。
フロイド
演：クリス・ペン
レジーナの婚約者。山でジョージたちが子犬を取り戻しに来た時口論になって、ジョージの腹を棒で突いたが、ベートーヴェンに棒を股間まで押し寄せられ、レジーナと一緒に崖下の沼に落ちた。
リンダ・アンダーソン
演：ヴァージニア・ケイパーズ
ライスの学校の教師。仮病を使い学校を休むようになったライスを心配してニュートン家に電話をかけ、アリスが子犬たちのことを知るきっかけを作る。

## キャスト
| 役名                 | 俳優                           | 日本語吹き替え                                                                          | 日本語吹き替え | 日本語吹き替え |
| 役名                 | 俳優                           | ソフト版                                                                                | 日本テレビ版 | NHK-BS2版 |
| -------------------- | ------------------------------ | --------------------------------------------------------------------------------------- | --- | --- |
| ジョージ・ニュートン | チャールズ・グローディン       | 羽佐間道夫                                                                              | 玄田哲章 | 檀臣幸 |
| アリス・ニュートン   | ボニー・ハント                 | 宗形智子                                                                                | 小山茉美 | 佐々木優子 |
| ライス・ニュートン   | ニコール・トム                 | 小島幸子                                                                                | 高橋千代美 | 本名陽子 |
| テッド・ニュートン   | クリストファー・キャスティール | 浦野裕介                                                                                | 内田健一 | 池田恭祐 |
| エミリー・ニュートン | サラ・ローズ・カー             | 坂木朋子                                                                                | 川田妙子 | 藤井ゆりあ |
| レジーナ             | デビ・メイザー                 | 深見梨加                                                                                | 塩田朋子 | 安藤麻吹 |
| フロイド             | クリス・ペン                   | 安西正弘                                                                                | 桜井敏治 | 後藤哲夫 |
| クリフ               | モーリー・チェイキン           |                                                                                         | | |
| セス                 | ダニー・マスターソン           |                                                                                         | | |
| ミシェル             | ヘザー・マコーム               |                                                                                         | | |
| テイラー・ダヴェロー | アシュレイ・ハミルトン         |                                                                                         | | |
| リンダ・アンダーソン | ヴァージニア・ケイパーズ       |                                                                                         | | |
| ブリロ               | ケヴィン・ダン                 | 稲葉実                                                                                  | | |
| 不明 その他          | N/A                            | 林延年 菊池正美 押谷芽衣 伊藤和晃 沢りつお 磯辺万沙子 塚田正昭 石田彰 真殿光昭 氷上恭子 | 藤原啓治 岡野浩介 塩屋浩三 丸山詠二 清水志保美 宮崎智之 私市淳 仲野裕 火野カチコ 小島敏彦 後藤敦 落合弘治 山崎優 斉藤周 藤巻恵理子 | 秋元羊介 大木民夫 小森創介 円谷文彦 日野聡 竹口安芸子 最上莉奈 大原康裕 万善香織 松本知佐 坂本岳大 藤田瑞希 野崎高志 藤田隼人 |
| 日本語版制作スタッフ |                                |                                                                                         | | |
| 演出                 | 演出                           | 加藤敏                                                                                  | 福永莞爾 | 松川陸 |
| 翻訳                 | 翻訳                           | 岸田恵子                                                                                | 徐賀世子 | 中村久世 |
| 調整                 | 調整                           |                                                                                         | 山田太平 | 長井利親 |
| 効果                 | 効果                           |                                                                                         | リレーション | 桜井俊哉 |
| 制作統括             | 制作統括                       |                                                                                         | | 田中賢二 |
| 制作                 | 制作                           | 東北新社                                                                                | ムービーテレビジョン | ムービーテレビジョン |
| 初回放送             | 初回放送                       |                                                                                         | 1997年3月14日 『金曜ロードショー』                                                                                                 | 2005年1月7日 『衛星映画劇場』                                                                                                 |

## 評価
この映画に対する評価は否定的で、Rotten Tomatoesでのスコアは27%である。